# Valkla klindi
Valkla klindi este o arie protejată (arie specială de conservare — SAC, sit de importanță comunitară — SCI) din Estonia întinsă pe o suprafață de 5,1 ha, integral pe uscat.

## Localizare
Centrul sitului Valkla klindi este situat la coordonatele 59°28′42″N 25°21′31″E / 59.4782°N 25.3585°E.

## Înființare
Situl Valkla klindi a fost declarat sit de importanță comunitară în mai 2009 pentru a proteja un număr necunoscut de specii din flora spontană și fauna sălbatică aflate în arealul zonei. Situl a fost protejat și ca arie specială de conservare în aprilie 2009.

## Biodiversitate
Situată în ecoregiunea boreală, aria protejată conține 1 habitat natural: Păduri pe pante, grohotișuri și ravene de Tilio-Acerion.
La baza desemnării sitului se află un număr nedeclarat de specii protejate.